# Установление советской власти в Астрахани
Установление советской власти в Астрахани — вооружённый конфликт 11-24 января (24 января — 6 февраля по новому стилю) 1918 года в Астрахани, в результате которого в городе была установлена советская власть.

## Политическая ситуация в Астрахани на начало 1918 года
25 октября 1917 года состоялось заседание городской думы Астрахани, которая приняла резолюцию, осуждающую вооруженное выступление в Петрограде. Руководители астраханского совета рабочих и солдатских депутатов во главе с левым эсером А.С. Перфильевым также осудили его.
17 ноября 1917 года по решению городской думы Астрахани был создан Комитет народной власти (КНВ), которому должна была принадлежать вся полнота власти в Астраханской губернии до образования новой власти, признанной большинством населения. В его состав вошли по 5 представителей от Совета рабочих и солдатских депутатов, Совета крестьянских депутатов, один представитель от Союза профессиональных союзов, по одному представителю от большевиков, эсеров, меньшевиков, Бунда и Поалей Цион, три представителя городского общественного управления, по одному представителю от казачьего полка, казачьей батареи и пехотного полка. Председателем КНВ был избран левый эсер А.С. Перфильев. 
Большевики создали Военно-революционный комитет во главе с командиром второй сотни 2-го Астраханского казачьего полка М.Л. Аристовым и начали создание красной гвардии из рабочих-добровольцев. Уже в ноябре 1917 года она насчитывала свыше 300 человек. Также после длительной агитации среди солдат 156-го запасного пехотного полка, находившегося в Астрахани, большевикам в начале декабря 1917 года удалось заменить старое командование новым во главе с большевиком М.Л. Аристовым. Прежний командир полка Алексеев был арестован.
Единственной серьёзной силой, способной противостоять большевикам, было астраханское казачество, имеющее в своем распоряжении три конных полка, артиллерийскую батарею и запасную сотню. Атаманом астраханского казачьего войска был И. А. Бирюков, бывший временный гражданский губернатор Астраханской губернии. Он, местный лидер кадетов Н.В. Ляхов и другие начали готовить вооружённое выступление против большевистских сил. Первоначально оно было намечено на 20 декабря 1917 года, но было отложено.
Астраханский совет рабочих и солдатских депутатов в декабре 1917 года принял решение о признании только власти Советов. На 15 января 1918 года был назначен краевой съезд Советов, в этот же день предполагалось передать все дела Комитета народной власти совету рабочих и солдатских депутатов. 
Узнав об этом, И. А. Бирюков решил начать вооружённое выступление.

## Бои в городе
В ночь с 11 на 12 января (с 24 на 25 января по новому стилю) 1918 года казаки и добровольцы из студентов и гимназистов попытались захватить Астраханский кремль, где располагались две роты 156-го запасного пехотного полка. Солдатам и красногвардейцам удалось отстоять Кремль, но казаки установили контроль над значительной частью города, отряд добровольцев из 2-го казачьего полка во главе с есаулом Кукушкиным занял вокзал. У антибольшевистских сил было около 1000 человек и 4 орудия.
Днем 12 января городской голова Зенченко предложил казакам заключить перемирие, но они отказались. 
За первые два дня уличных боев потери антибольшевистских сил составили 118 человек убитыми и 250 раненными, в строю оставалось до 800 человек. 15 января они смогли захватить комплекс зданий на Московской улице, непосредственно примыкавший к Кремлю, откуда начали обстрел Кремля. Попытки выбить их из этих зданий закончились для большевистских сил значительными потерями. Для того, чтобы заставить казаков покинуть эти здания, они были подожжены. В результате сгорели здания мужской гимназии, Гостиный двор и ряд других зданий.
18 января начались переговоры между противоборствующими сторонами, однако 19 января антибольшевистские силы вновь подвергли Кремль обстрелу и бои продолжились.
В ночь на 19 января казаки предприняли атаку на Кремль, но она была отбита. 
21 января на помощь антибольшевистским силам прибыли оренбургские казаки.
24 января большевистские силы перешли в наступление, казаки обратились в бегство и покинули Астрахань. Остатки их отрядов были окружены, разбиты и рассеяны красными экспедиционными отрядами и крестьянским ополчением в конце февраля 1918 года в калмыцких степях на границе Астраханской губернии и Сальского округа области Войска Донского. Часть казаков под командованием Д. Тундутова всё же пробралась на Дон, где присоединилась к белому движению, но Иван Бирюков и его сын Пётр 31 января были схвачены в станице Замьяновской и выданы красногвардейцам..
В результате боев погибло не менее 180 сторонников большевиков, общее число погибших с другой стороны неизвестно.
27 января (9 февраля) 1918 года I съезд Советов Астраханского края принял декрет о переходе власти в крае к Советам рабочих, солдатских и крестьянских депутатов.